# Perrindema ibiense
Perrindema ibiense är en skalbaggsart som beskrevs av Marc Lacroix 1997. Perrindema ibiense ingår i släktet Perrindema och familjen Melolonthidae. Inga underarter finns listade i Catalogue of Life.